# Grand Prix Hiszpanii 2010
Grand Prix Hiszpanii 2010 – piąta runda Mistrzostw Świata Formuły 1 w sezonie 2010.

## Lista zgłoszeń
Na niebieskim tle kierowcy biorący udział jedynie w piątkowych treningach
| Nr | Kierowca           | Zespół                       | Samochód          | Silnik               | Opony |
| -- | ------------------ | ---------------------------- | ----------------- | -------------------- | ----- |
| 1  | Jenson Button      | Vodafone McLaren Mercedes    | McLaren MP4-25    | Mercedes-Benz FO108X | B     |
| 2  | Lewis Hamilton     | Vodafone McLaren Mercedes    | McLaren MP4-25    | Mercedes-Benz FO108X | B     |
| 3  | Michael Schumacher | Mercedes GP Petronas F1 Team | Mercedes MGP W01  | Mercedes-Benz FO108X | B     |
| 4  | Nico Rosberg       | Mercedes GP Petronas F1 Team | Mercedes MGP W01  | Mercedes-Benz FO108X | B     |
| 5  | Sebastian Vettel   | Red Bull Racing              | Red Bull RB6      | Renault RS27-2010    | B     |
| 6  | Mark Webber        | Red Bull Racing              | Red Bull RB6      | Renault RS27-2010    | B     |
| 7  | Felipe Massa       | Scuderia Marlboro Ferrari    | Ferrari F10       | Ferrari 056          | B     |
| 8  | Fernando Alonso    | Scuderia Marlboro Ferrari    | Ferrari F10       | Ferrari 056          | B     |
| 9  | Rubens Barrichello | AT&T WilliamsF1 Team         | Williams FW32     | Cosworth CA2010      | B     |
| 10 | Nico Hülkenberg    | AT&T WilliamsF1 Team         | Williams FW32     | Cosworth CA2010      | B     |
| 11 | Robert Kubica      | Renault F1 Team              | Renault R30       | Renault RS27-2010    | B     |
| 12 | Witalij Pietrow    | Renault F1 Team              | Renault R30       | Renault RS27-2010    | B     |
| 14 | Adrian Sutil       | Force India Formula One Team | Force India VJM03 | Mercedes-Benz FO108X | B     |
| 14 | Paul di Resta      | Force India Formula One Team | Force India VJM03 | Mercedes-Benz FO108X | B     |
| 15 | Vitantonio Liuzzi  | Force India Formula One Team | Force India VJM03 | Mercedes-Benz FO108X | B     |
| 16 | Sébastien Buemi    | Scuderia Toro Rosso          | Toro Rosso STR5   | Ferrari 056          | B     |
| 17 | Jaime Alguersuari  | Scuderia Toro Rosso          | Toro Rosso STR5   | Ferrari 056          | B     |
| 18 | Jarno Trulli       | Lotus F1 Racing              | Lotus T127        | Cosworth CA2010      | B     |
| 19 | Heikki Kovalainen  | Lotus F1 Racing              | Lotus T127        | Cosworth CA2010      | B     |
| 20 | Karun Chandhok     | HRT F1 Team                  | Hispania F110     | Cosworth CA2010      | B     |
| 20 | Christian Klien    | HRT F1 Team                  | Hispania F110     | Cosworth CA2010      | B     |
| 21 | Bruno Senna        | HRT F1 Team                  | Hispania F110     | Cosworth CA2010      | B     |
| 22 | Pedro de la Rosa   | BMW Sauber F1 Team           | BMW Sauber C29    | Ferrari 056          | B     |
| 23 | Kamui Kobayashi    | BMW Sauber F1 Team           | BMW Sauber C29    | Ferrari 056          | B     |
| 24 | Timo Glock         | Virgin Racing                | Virgin VR-01      | Cosworth CA2010      | B     |
| 25 | Lucas Di Grassi    | Virgin Racing                | Virgin VR-01      | Cosworth CA2010      | B     |
| Nr | Kierowca           | Zespół                       | Samochód          | Silnik               | Opony |

## Wyniki

### Sesje treningowe
| Sesja | Nr | Kierowca         | Konstruktor      | Czas     | Okr. |
| ----- | -- | ---------------- | ---------------- | -------- | ---- |
| 1     | 2  | Lewis Hamilton   | McLaren-Mercedes | 1:21,134 | 21   |
| 2     | 5  | Sebastian Vettel | Red Bull-Renault | 1:19,965 | 24   |
| 3     | 5  | Sebastian Vettel | Red Bull-Renault | 1:20,528 | 19   |

### Kwalifikacje
Źródło: Wyprzedź Mnie!
| Poz. | Nr | Kierowca           | Konstruktor          | Q1       | Q2       | Q3       | Poz. s. |
| --- | --- | ------------------ | -------------------- | -------- | -------- | -------- | ------- |
| 1 | 6 | Mark Webber        | Red Bull-Renault     | 1:21,412 | 1:20,655 | 1:19,995 | 1       |
| 2 | 5 | Sebastian Vettel   | Red Bull-Renault     | 1:21,680 | 1:20,772 | 1:20,101 | 2       |
| 3 | 2 | Lewis Hamilton     | McLaren-Mercedes     | 1:21,723 | 1:21,415 | 1:20,829 | 3       |
| 4 | 8 | Fernando Alonso    | Ferrari              | 1:21,957 | 1:21,549 | 1:20,937 | 4       |
| 5 | 1 | Jenson Button      | McLaren-Mercedes     | 1:21,915 | 1:21,168 | 1:20,991 | 5       |
| 6 | 3 | Michael Schumacher | Mercedes             | 1:22,528 | 1:21,557 | 1:21,294 | 6       |
| 7 | 11 | Robert Kubica      | Renault              | 1:22,488 | 1:21,599 | 1:21,353 | 7       |
| 8 | 4 | Nico Rosberg       | Mercedes             | 1:22,419 | 1:21,867 | 1:21,408 | 8       |
| 9 | 7 | Felipe Massa       | Ferrari              | 1:22,564 | 1:21,841 | 1:21,585 | 9       |
| 10 | 23 | Kamui Kobayashi    | BMW Sauber-Ferrari   | 1:22,577 | 1:21,725 | 1:21,984 | 10      |
| 11 | 14 | Adrian Sutil       | Force India-Mercedes | 1:22,628 | 1:21,985 | –        | 11      |
| 12 | 22 | Pedro de la Rosa   | BMW Sauber-Ferrari   | 1:22,211 | 1:22,026 | –        | 12      |
| 13 | 10 | Nico Hülkenberg    | Williams-Cosworth    | 1:22,857 | 1:22,131 | –        | 13      |
| 14 | 12 | Witalij Pietrow    | Renault              | 1:22,976 | 1:22,139 | –        | 19      |
| 15 | 16 | Sébastien Buemi    | Toro Rosso-Ferrari   | 1:22,699 | 1:22,191 | –        | 14      |
| 16 | 17 | Jaime Alguersuari  | Toro Rosso-Ferrari   | 1:22,593 | 1:22,207 | –        | 15      |
| 17 | 15 | Vitantonio Liuzzi  | Force India-Mercedes | 1:23,084 | 1:22,854 | –        | 16      |
| 18 | 9 | Rubens Barrichello | Williams-Cosworth    | 1:23,125 | –        | –        | 17      |
| 19 | 18 | Jarno Trulli       | Lotus-Cosworth       | 1:24,674 | –        | –        | 18      |
| 20 | 19 | Heikki Kovalainen  | Lotus-Cosworth       | 1:24,748 | –        | –        | NW      |
| 21 | 24 | Timo Glock         | Virgin-Cosworth      | 1:25,475 | –        | –        | 22      |
| 22 | 25 | Lucas Di Grassi    | Virgin-Cosworth      | 1:25,576 | –        | –        | 23      |
| 23 | 20 | Karun Chandhok     | HRT-Cosworth         | 1:26,750 | –        | –        | 24      |
| 24 | 21 | Bruno Senna        | HRT-Cosworth         | 1:27,122 | –        | –        | 21      |
| Poz. | Nr | Kierowca           | Konstruktor          | Q1       | Q2       | Q3       | Poz. s. |
| \| Legenda \| Legenda \| \| ------------------------ \| ---------------------------------------------------------------------------------------------------------------------------------------------------------------------------------------------------------------------------------------------------------------- \| \| Poz. Nr Q1 Q2 Q3 Poz. s. \| Pozycja zajęta w sesji kwalifikacyjnej Numer startowy kierowcy Wynik uzyskany w pierwszej części kwalifikacji Wynik uzyskany w drugiej części kwalifikacji Wynik uzyskany w trzeciej części kwalifikacji Pozycja startowa po uwzględnięniu kar, przesunięć, itp. \| | |                    |                      |          |          |          |         |
| Legenda | |                    |                      |          |          |          |         |
| Poz. Nr Q1 Q2 Q3 Poz. s. | Pozycja zajęta w sesji kwalifikacyjnej Numer startowy kierowcy Wynik uzyskany w pierwszej części kwalifikacji Wynik uzyskany w drugiej części kwalifikacji Wynik uzyskany w trzeciej części kwalifikacji Pozycja startowa po uwzględnięniu kar, przesunięć, itp. |                    |                      |          |          |          |         |

### Wyścig
Źródło: Wyprzedź Mnie!
| P                                                     | + / –     | Nr | Kierowca           | Konstruktor          | Okr. | Czas / Strata    | Komentarz                            |
| ----------------------------------------------------- | --------- | -- | ------------------ | -------------------- | ---- | ---------------- | ------------------------------------ |
| 1                                                     | Bez zmian | 6  | Mark Webber        | Red Bull-Renault     | 66   | 1h35m44,101      |                                      |
| 2                                                     | 2         | 8  | Fernando Alonso    | Ferrari              | 66   | +0:24,065        |                                      |
| 3                                                     | 1         | 5  | Sebastian Vettel   | Red Bull-Renault     | 66   | +0:51,338        |                                      |
| 4                                                     | 2         | 3  | Michael Schumacher | Mercedes             | 66   | +1:02,195        |                                      |
| 5                                                     | Bez zmian | 1  | Jenson Button      | McLaren-Mercedes     | 66   | +1:03,728        |                                      |
| 6                                                     | 3         | 7  | Felipe Massa       | Ferrari              | 66   | +1:05,767        |                                      |
| 7                                                     | 4         | 14 | Adrian Sutil       | Force India-Mercedes | 66   | +1:12,941        |                                      |
| 8                                                     | 1         | 11 | Robert Kubica      | Renault              | 66   | +1:13,677        |                                      |
| 9                                                     | 8         | 9  | Rubens Barrichello | Williams-Cosworth    | 65   | +1 okr.          |                                      |
| 10                                                    | 5         | 17 | Jaime Alguersuari  | Toro Rosso-Ferrari   | 65   | +1 okr. (08,910) | [ 7 ]                                |
| 11                                                    | 8         | 12 | Witalij Pietrow    | Renault              | 65   | +1 okr. (07,019) |                                      |
| 12                                                    | 2         | 23 | Kamui Kobayashi    | BMW Sauber-Ferrari   | 65   | +1 okr. (00,861) |                                      |
| 13                                                    | 5         | 4  | Nico Rosberg       | Mercedes             | 65   | +1 okr. (19,912) |                                      |
| 14                                                    | 11        | 2  | Lewis Hamilton     | McLaren-Mercedes     | 64   | +2 okr.          | pęknięta opona/wypadek               |
| 15                                                    | 1         | 15 | Vitantonio Liuzzi  | Force India-Mercedes | 64   | +2 okr.          | silnik                               |
| 16                                                    | 3         | 10 | Nico Hülkenberg    | Williams-Cosworth    | 64   | +2 okr. (34,574) |                                      |
| 17                                                    | 1         | 18 | Jarno Trulli       | Lotus-Cosworth       | 63   | +3 okr.          |                                      |
| 18                                                    | 4         | 24 | Timo Glock         | Virgin-Cosworth      | 63   | +3 okr. (01,461) |                                      |
| 19                                                    | 4         | 25 | Lucas Di Grassi    | Virgin-Cosworth      | 62   | +4 okr.          |                                      |
| Niesklasyfikowani                                     |           |    |                    |                      |      |                  |                                      |
|                                                       |           | 16 | Sébastien Buemi    | Toro Rosso-Ferrari   | 42   |                  | hydraulika                           |
|                                                       |           | 20 | Karun Chandhok     | HRT-Cosworth         | 27   |                  | uszkodzenia z kolizji z Alguersuarim |
|                                                       |           | 22 | Pedro de la Rosa   | BMW Sauber-Ferrari   | 18   |                  | uszkodzenia z kolizji z Buemim       |
|                                                       |           | 21 | Bruno Senna        | HRT-Cosworth         | 0    |                  | wypadł z toru                        |
| Nie wystartowali / niedopuszczeni do ponownego startu |           |    |                    |                      |      |                  |                                      |
|                                                       |           | 19 | Heikki Kovalainen  | Lotus-Cosworth       | –    |                  | skrzynia biegów                      |
| P                                                     | + / –     | Nr | Kierowca           | Konstruktor          | Okr. | Czas / Strata    | Komentarz                            |

### Najszybsze okrążenie
Źródło: Wyprzedź Mnie!
| Nr | Kierowca       | Konstruktor      | Czas     | Okr. |
| -- | -------------- | ---------------- | -------- | ---- |
| 2  | Lewis Hamilton | McLaren-Mercedes | 1:24,357 | 59   |

## Prowadzenie w wyścigu
| Nr                              | Kierowca    | Okrążenia | Suma |
| ------------------------------- | ----------- | --------- | ---- |
| 6                               | Mark Webber | 1-66      | 66   |
| \| Wykres \| \| ------ \| \| \| |             |           |      |
| Wykres                          |             |           |      |
|                                 |             |           |      |

## Klasyfikacja po wyścigu

### Kierowcy
| P  | +/− | Kierowca           | Starty | Punkty | P1 | P2 | P3 | PP | NO | NS |
| -- | --- | ------------------ | ------ | ------ | -- | -- | -- | -- | -- | -- |
| 1  | 0   | Jenson Button      | 5      | 70     | 2  | –  | –  | –  | –  | –  |
| 2  | +1  | Fernando Alonso    | 5      | 67     | 1  | 1  | –  | –  | 1  | –  |
| 3  | +2  | Sebastian Vettel   | 5      | 60     | 1  | –  | 1  | 3  | –  | 1  |
| 4  | +4  | Mark Webber        | 5      | 53     | 1  | 1  | –  | 2  | 2  | –  |
| 5  | −3  | Nico Rosberg       | 5      | 50     | –  | –  | 2  | –  | –  | –  |
| 6  | 0   | Felipe Massa       | 5      | 49     | –  | 1  | 1  | –  | –  | –  |
| 7  | −3  | Lewis Hamilton     | 5      | 49     | –  | 1  | 1  | –  | 2  | –  |
| 8  | −1  | Robert Kubica      | 5      | 44     | –  | 1  | –  | –  | –  | –  |
| 9  | +1  | Michael Schumacher | 5      | 22     | –  | –  | –  | –  | –  | 1  |
| 10 | −1  | Adrian Sutil       | 5      | 16     | –  | –  | –  | –  | –  | –  |
| 11 | 0   | Vitantonio Liuzzi  | 5      | 8      | –  | –  | –  | –  | –  | 2  |
| 12 | +1  | Rubens Barrichello | 5      | 7      | –  | –  | –  | –  | –  | –  |
| 13 | −1  | Witalij Pietrow    | 5      | 6      | –  | –  | –  | –  | –  | 3  |
| 14 | 0   | Jaime Alguersuari  | 5      | 3      | –  | –  | –  | –  | –  | –  |
| 15 | 0   | Nico Hülkenberg    | 5      | 1      | –  | –  | –  | –  | –  | 1  |
| 16 | 0   | Sébastien Buemi    | 5      | 0      | –  | –  | –  | –  | –  | 3  |
| 17 | 0   | Pedro de la Rosa   | 4      | 0      | –  | –  | –  | –  | –  | 3  |
| 18 | N   | Kamui Kobayashi    | 5      | 0      | –  | –  | –  | –  | –  | 4  |
| 19 | −1  | Heikki Kovalainen  | 4      | 0      | –  | –  | –  | –  | –  | 1  |
| 20 | 0   | Karun Chandhok     | 5      | 0      | –  | –  | –  | –  | –  | 2  |
| 21 | −2  | Lucas Di Grassi    | 5      | 0      | –  | –  | –  | –  | –  | 3  |
| 22 | −1  | Bruno Senna        | 5      | 0      | –  | –  | –  | –  | –  | 3  |
| 23 | −1  | Jarno Trulli       | 4      | 0      | –  | –  | –  | –  | –  | 1  |
| 24 | N   | Timo Glock         | 4      | 0      | –  | –  | –  | –  | –  | 3  |
| P  | +/− | Kierowca           | Starty | Punkty | P1 | P2 | P3 | PP | NO | NS |

### Konstruktorzy
| P  | +/− | Konstruktor          | Starty | Punkty | P1 | P2 | P3 | PP | NO | NS |
| -- | --- | -------------------- | ------ | ------ | -- | -- | -- | -- | -- | -- |
| 1  | 0   | McLaren-Mercedes     | 10     | 119    | 2  | 1  | 1  | –  | 2  | –  |
| 2  | 0   | Ferrari              | 10     | 116    | 1  | 2  | 1  | –  | 1  | –  |
| 3  | 0   | Red Bull-Renault     | 10     | 113    | 2  | 1  | 1  | 5  | 2  | 1  |
| 4  | 0   | Mercedes             | 10     | 72     | –  | –  | 2  | –  | –  | 1  |
| 5  | 0   | Renault              | 10     | 50     | –  | 1  | –  | –  | –  | 3  |
| 6  | 0   | Force India-Mercedes | 10     | 24     | –  | –  | –  | –  | –  | 2  |
| 7  | 0   | Williams-Cosworth    | 10     | 8      | –  | –  | –  | –  | –  | 1  |
| 8  | 0   | Toro Rosso-Ferrari   | 10     | 3      | –  | –  | –  | –  | –  | 3  |
| 9  | 0   | BMW Sauber-Ferrari   | 9      | 0      | –  | –  | –  | –  | –  | 7  |
| 10 | 0   | Lotus-Cosworth       | 8      | 0      | –  | –  | –  | –  | –  | 2  |
| 12 | +1  | Virgin-Cosworth      | 9      | 0      | –  | –  | –  | –  | –  | 6  |
| 11 | −1  | HRT-Cosworth         | 10     | 0      | –  | –  | –  | –  | –  | 5  |
| P  | +/− | Konstruktor          | Starty | Punkty | P1 | P2 | P3 | PP | NO | NS |